# Crnopac
Le Crnopac est un sommet du massif montagneux de Velebit appartenant à la chaîne des Alpes dinariques. Situé en Croatie non loin de la localité de Gračac, il culmine à 1 404 mètres d’altitude.

## Géographie
Le sommet n’est pas très élevé par rapport à d’autres sommets du Velebit mais il est important par son volume. Son versant sud est drainé par la rivière Krupa. Les forêts environnantes sont composées de hêtres, de sapins, de chênes et de mélèzes. 
Composée de roches calcaires, la zone est une région karstique.